# Гулхан парк
41° 00′ 46″ С; 28° 58′ 50″ И / 41.0127° С; 28.9805° И
Гулхан парк (тур. Gülhane Parkı, срп. Парк куће ружа); је историјски урбани парк у Истанбулу (тур. İstanbul), Турска (тур. Türkiye Cumhuriyeti). Налази се у некадашњем округу Еминон (тур. Eminönü), који је тренутно део округа Фатих, у близини Палате Топкапи (тур. Topkapı Sarayı). Са површином од око 163 хектара, Гулхан парк у Истанбулу је најстарији и један од највећих урбаних паркова турске.

## Историја
Гулхан парк је некада био део спољних вртова палате Топкапи, током Османског царства. Састојао се из шумарака и вртова ружа (али је првобитно у основи био шума). Парк је историјско место где је проглашен Танзимат Ферман (тур. Tanzimât Fermânı), познат и као Гулхански едикт (тур. Gülhane Hatt-ı Şerif). Танзиматски едикт је био први конкретан корак демократизације у турској историји
Он је покренуо Танзиматске реформе у Османском царству, које су модернизовале царство, изједначивши пред законом све османске грађане, без обзира на вероисповест. Прочитао га је у Гулхан парку 3. новембра 1839. године водећи државник, дипломата и реформатор у царству, велики везир Мустафа Решид-паша (тур. Koca Mustafa Reşid Paşa), па се зато назива и Гулхански едикт. Организација парка потиче из времена истанбулског градоначелника, професора Џемила Топузлуа (тур. Cemil Topuzlu), када је 1912. године отворен за јавност. Парк је имао рекреационе зоне, кафиће, дечије и забавне паркове а касније је направљен и мали зоолошки врт. У парку је 1926. године постављена и прва Ататуркова статуа у Турској, дело аустријског уметника Хајнриха Крипела Парк је годинама био у лошем и трошном стању, да би га градска власт Истанбула обновила 2003. године и довела у стање које подсећа на његов некадашњи сјај. Парк је прошао кроз велико реновирања па су уклоњени зоолошки врт, забавни парк и простори за пикник, повећавајући тако отворени простор. Стазе су поправљене а мало језеро са фонтаном је реновирано у модерном стилу. Уклањањем бетонских конструкција, парк је повратио свој природни пејзаж из 1950-их, отварајући поглед ка дрвећу које датира из 19. века. На улазу у парк, са десне стране, налазе се бисте истанбулских градоначелника. Кроз средину парка пролази стаза са дрворедом. Лево и десно од ове стазе налазе се одморишта и дечија игралишта. Десно од падине која се спушта према Босфору налази се статуа народног уметника Ашика Вејсела (тур. Aşık Veysel), док се на њеном врху  налази Готски стуб (тур. Gotlar Sütunu), који је најстарији споменик у Истанбулу из периода римске владавине. У централном делу парка, непосредно поред главне алеје, током радова на уређењу парка 1913. године, случајно је откривена испод рушевина мала озидана цистерна, позната као Гулхан парк цистерна (тур. Gülhane Sarnıcı), или Цистерна Светог Ђорђа, која је датирана на период између петог и седмог века. У другој половини двадесетог века коришћена ја  као акваријум малог зоолошког врта који је тада постојао. У периоду 2003 — 2004 године вршена су ископавања изнад цистерна и радови на њеном обнављању. Наредних година цистерна је затворена за јавност да би од 2023. године била отворена као уметничка галерија Гулхан Санат (тур. Gülhane Sanat).
Маја 2008. године, у некадашњим коњушницама Топкапи палате, на западној ивици парка отворен је Музеј историје исламске науке и технике (тур. İslam Bilim ve Teknoloji Tarihi Müzesi). Музеј садржи 140 реплика изума од 8. до 16. века из: астрономије, географије, хемије, геодезије, оптике, медицине, архитектуре и физике. Један од важних делова историјског и културног наслеђа Гулхан парка је и Парадни павиљон (тур. Alay Köşkü), који су користили султани током османског периода за посматрање дефилеа. Оригинални Парадни павиљон је вероватно изграђен у 15. веку за време владавине султана Мехмеда II Освајача (тур. II. Mehmet). Тренутна верзија Павиљона направљена је 1819. године за султана Махмуда II (тур. II. Mahmud). Дуга камена рампа која води до главног улаза, је путања којим би султан долазио на коњу да гледа поворку. Ову зграду сада користи Универзитет у Истанбулу (тур. İstanbul Üniversitesi) и у њој се налази Музеј књижевности и библиотека Ахмет Хамди Танпинар (тур. Ahmet Hamdi Tanpınar Edebiyat Müze Kütüphanesi),. У парку се одржава и Фестивал ружа (тур. Gül Festivali), са мноштвом разних манифестација које се одигравају у ружичњацима парка. Ови догађаји укључују: такмичење у мирису ружа, посете ружичњаку, музичке и плесне наступе на тему ружа, као и продају производа од ружа.

## Галерија
- Поглед на Гулхан парк са Топкапи палате
- Поглед са мора на Гулхан парк и Топкапи палату
- Готски стуб
- Западни део парка
- Источни део парка
- Парадни павиљон
- Музеј историје исламске науке и технике